# Dublerzy (film)
Dublerzy (ang. The Doubles) – polska komedia kryminalna z 2006 roku w reżyserii Marcina Ziębińskiego.
Film kręcono od 19 sierpnia 2003 do 25 lipca 2004 w Warszawie, Płocku, Drwalewie i Trapani (Sycylia). W filmie wykorzystano piosenkę Katarzyny Rooijens pt. Jaka miłość, taka śmierć i Barry Salone pt. Love Is All Around US.

## Opis fabuły
Przyjaciele Leon (Andrzej Grabowski) i Maks (Robert Gonera) uczestniczą w sycylijskim weselu, podczas którego dochodzi do krwawej strzelaniny. Po śmierci dwóch płatnych zabójców, ze względu na ich podobieństwo do kryminalistów, zostają zaangażowani przez Centralne Biuro Śledcze jako ich dublerzy, po czym otrzymują zlecenie na zwabienie w pułapkę włoskiego mafiosa poszukiwanego przez służby.

## Obsada
- Andrzej Grabowski jako Leon May/włoski morderca zabity przez Maxa
- Robert Gonera jako Max Wrona/włoski morderca zabity przez Maxa
- Zbigniew Zamachowski jako Stanisław Góraj
- Kayah jako Maria Corazzi
- Bronisław Wrocławski jako don Luciano Gambini
- Krystyna Feldman jako babka Gambini
- Magdalena Czerwińska jako Sophia Gambini
- Konrad Imiela jako Antonio Gambini
- Marek Perepeczko jako don Corazzi
- Krzysztof Kowalewski jako komisarz Zadyma
- Tadeusz Huk jako agent Berkowitz
- Krzysztof Kiersznowski jako agent Konarski
- Maria Pakulnis jako Braun
- Magdalena Rembacz jako doktor Anna
- Mirosław Zbrojewicz jako Wiesiek
- Jerzy Bończak jako naczelnik więzienia
- Lech Dyblik jako wędkarz
- Rafał Rutkowski jako pielęgniarz
- Waldemar Obłoza jako pracownik lotniska
- Felice Amatuli jako agent Felice Rossi
- Krystyna Kołodziejczyk
- Piotr Różański jako ksiądz
- Andrzej Ziębiński
- Piotr Cichoń
- Natalia Rybicka jako Ola, córka Leona
- Grażyna Zielińska
- Artur Dziurman
- Michał Piela
- Bartłomiej Bobrowski
- Jarosław Felczykowski
- Maciej Ferlak
- Violetta Arlak
- Wojciech Czarny
- Krystyna Kołodziejczyk-Szyszko
- Jarosław Adler
- Anna Korzeniecka
- Arkadiusz Głogowski
- Andrzej Bizoń
- Henryk Dąbrowski
- Janusz Chabior
- Maciej Bielecki
- Beata Chruścińska
- Baldoin Luigi Fernando
- Emilia Gacka
- Henryka Jędrzejewska-Szadaj(inne języki)
- Aleksandra Kisio
- Mariusz Kniaź
- Aleksandra Kowalczyk
- Anna Kondraciuk
- Jarosław Nowikowski

## Dodatkowe informacje
W filmie Andrzej Grabowski i Robert Gonera zagrali podwójne role. Oprócz głównych bohaterów, wcielili się też we włoskich morderców wynajętych przez don Gambiniego (Bronisław Wrocławski).